# Stephan Kniper
Stephan Kniper, troligen född 1708, död den 19 oktober 1779 i Stockholm, var en svensk grosshandlare och superkargör vid Svenska Ostindiska kompaniet. 

## Biografi
Kniper skapade sin förmögenhet via Ostindiska kompaniets resor till Kina och staden Kanton. Han var superkargör på två resor, dels en med skeppet Kalmar 1744-1745 dels en med skeppet Götha Leijon åren 1746–1749. Därefter blev han grosshandlare i Stockholm och var en av sin tids mest förmögna. Han köpte bland annat Sjöfartshuset år 1752 efter riksrådet Gustaf Palmfelts död. 
Kniper gifte sig med Catharina Wittfoth (1730-1797) från Örebro, vars far som ursprungligen var från Åbo, var en förmågan handelsman och skeppsredare. Kniper gjorde även affärer med hennes bror Hans Wittfoth som drev det stora handelshuset Wittfoth & König som Kniper var delägare i.
Kniper dog 1779 och var då barnlös. Han hustru levde fram till 1797. Efter sin död skänkte hon hela sin förmögenhet till olika välgörenhetsprojekt, totalt cirka 113 000 riksdaler. Vid sin död ägde hon bland annat Kristineberg på Kungsholmen. Främst gick hennes arv till följande:
- Borgerskapets änkehus, 9000 riksdaler
- Drottninghuset, 6000 riksdaler
- Sjömansfattigkassan, 7500 riksdaler

Största delen, 84 000 riksdaler, sattes dock av för att bilda en fond vars syfte var att hjälpa fattiga ogifta kvinnor med pensioner om 50 riksdaler årligen.

## Galleri

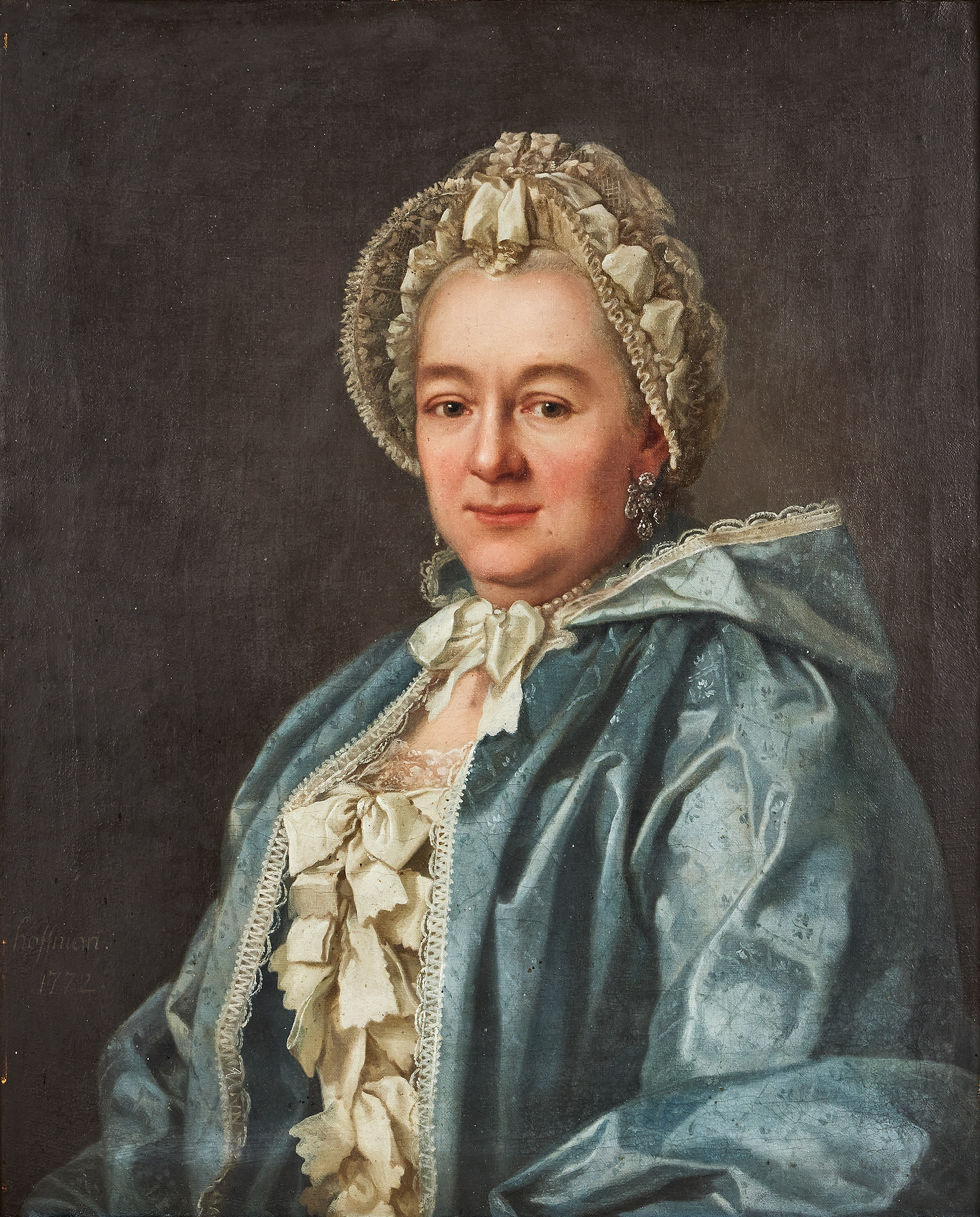
Catharina Wittfoth, gift Kniper. Avporträtterad 1772 av Jonas Hoffman.